# Samsung Galaxy Z Fold 5 et Z Flip 5
Les Samsung Galaxy Z Fold 5 et Samsung Galaxy Z Flip 5 sont deux smartphones pliants Android produits par la société Samsung Electronics. Ils font partie de la série haut de gamme des Galaxy Z et succèdent aux Galaxy Z Fold 4 et Z Flip 4.
Le premier modèle est une tablette qui peut être pliée et devenir un smartphone, tandis que le second est un téléphone à clapet.

## Caractéristiques

### Matériel
Le Galaxy Z Flip 5 a deux écrans : son écran intérieur pliable de 6,7 pouces avec un taux de rafraîchissement variable de 120Hz et son écran externe de 3,4 pouces.
L'appareil dispose de 8 Go de RAM et de 256 Go ou 512 Go de mémoire flash UFS 4.0, sans possibilité d'extension de la capacité de stockage de l'appareil via des cartes micro-SD.
Le Z Flip 5 est équipé du Qualcomm Snapdragon 8 Gen 2 pour Galaxy.
La batterie incluse dans l'appareil est une unité à deux cellules de 3700 mAh avec la charge rapide via l'USB-C jusqu'à 25 W, ou via la charge sans fil jusqu'à 15 W.
Le Z Flip 5 est doté de deux caméras arrière, dont une caméra grand angle de 12 MP et une caméra ultra-large de 12 MP. Il est équipé d'une caméra frontale de 10 mégapixels située en haut de l'écran.

## Galerie

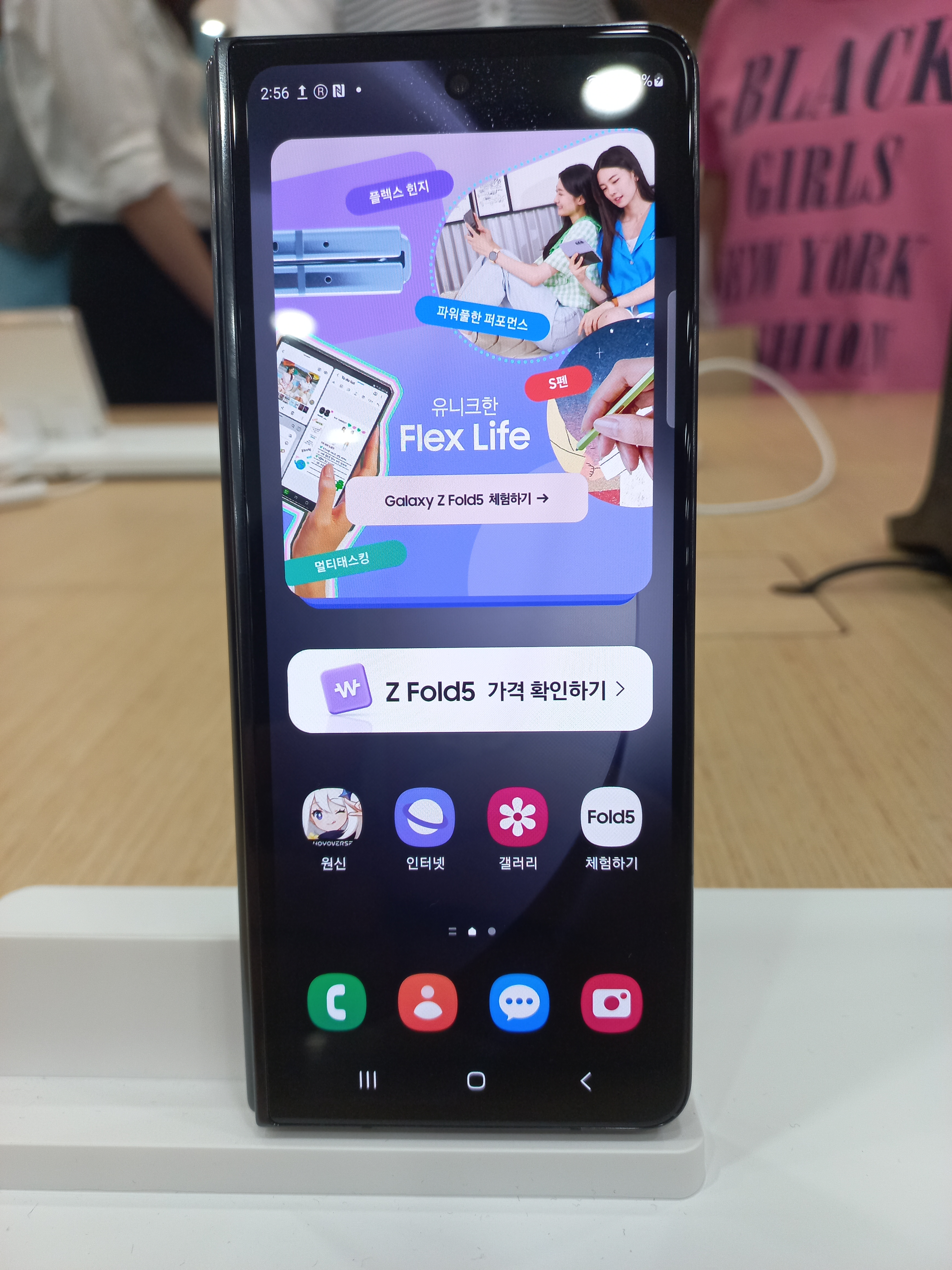
Le Samsung Galaxy Z Fold 5.
Logo du Samsung Galaxy Z Fold 5.